# 푸자이라
푸자이라(아랍어: الفجيرة)는 아랍에미리트를 구성하는 7개의 토후국 가운데 하나인 푸자이라 토후국의 수도로 인구는 93,673명(2010년 기준)이다.